# SAGE (еngine)
SAGE (Strategy Action Game Engine) је покретач игре коришћен од стране Westwood Studios и Electronic Arts за real-time strategy (стратегије у реалном времену) игре.

## Историја
Прва верзија покретача позната је као W3D (Westwood 3D), она је била веома модификована верзија SurRender 3D покретача, направљеног од стране Hybrid Graphics Ltd.
Westwood је користио W3D за Emperor: Battle for Dune и ажурирао га за Command & Conquer: Renegade.
Након што је Westwood разрешен од стране Electronic Arts покретач је даље ажуриран за Command & Conquer: Generals, и промењен му је назив у SAGE. Рендеровање је остало скоро идентично као и у W3D покретачу, али већина других елемената су редизајнирани из темеља.
SAGE покретач је дозволио dynamic lighting (динамичко осветљење) које баца реалне сенке и реалистичне рефлексије на већини објеката. Високи квалитет вузуелних ефеката је сада могућ у играма SAGE покретача. Један пример јединственог ефекта је "stop-motion" камера. Дизање у ваздух бензинске пумпе, на пример, а акција ће замрзнути средину експлозије, док ће камера брзо да помера животне средине, откривајући делове рушевина и гелера који су се задржали у ваздуху, пре него што се акција наставља. SAGE покретач такође омогућава играма да се одржаавају током различитих доба дана, са реалним осветљењима и променама сенки, итд
После "Kane's Wrath", покретач је доживео велики ремонт својих великих система. Ова нова верзија покретача се назива Sage 2.0, и први пут је коришћена за Command & Conquer: Red Alert 3. Велика надоградња укључује подршку за PlayStation 3, унапређење редеровања на RNA (RenderWare нове архитектуре), 
комплетна замена математичке библиотеке са RenderWare Math-ом, интеграција RenderWare физике, 
динамичка музика животне средине, и бројна мања унутрашња побољшања. Уобичајена заблуда је да је поретач назван RNA што није тачно; RNA се односи само на нови рендеринг систем.

## Игре

### W3D
- Emperor: Battle for Dune
- Earth & Beyond
- Command & Conquer: Renegade
- Command & Conquer: Renegade 2 (отказано)
- Command & Conquer: Continuum (отказано)

### SAGE
- Command & Conquer: Generals
  - Command & Conquer: Generals – Zero Hour
- The Lord of the Rings: The Battle for Middle-earth
- The Lord of the Rings: The Battle for Middle-earth II
  - The Lord of the Rings: The Battle for Middle-earth II: The Rise of the Witch-king
- Command & Conquer 3: Tiberium Wars
  - Command & Conquer 3: Kane's Wrath

### SAGE 2.0
- Command & Conquer: Red Alert 3
  - Command & Conquer: Red Alert 3 – Uprising
- Command & Conquer 4: Tiberian Twilight